# إميلي ماري نيرينج
إيميلي ماري نيرينج (بالإنجليزية: Emilie Marie Nereng)‏ اشتهرت باسم فوي (من مواليد 3 نوفمبر 1995 في هونفوس) هي مُدوَّنة علي الإنترنت وموسيقية ومشجعة وعارضة أزياء نرويجية. بدأت العمل في مجال التدوَّين علي الإنترنت في مارس 2009 وبحلول عام 2010 كانت مدونتها الأكثر قراءة في النرويج.  في أكتوبر 2009 حصلت إيميلي علي 3.5 مليون زيارة علي مدوَّنتها علي الإنترنت.

## روابط خارجية
- إيميلي ماري نيرنيج على موقع IMDb (الإنجليزية)
- مدونة إميلي ماري نيرينج